# 普吕特沙伊德
普吕特沙伊德是德国莱茵兰-普法尔茨州的一个市镇。总面积12.68平方公里，总人口307人，其中男性152人，女性155人（2011年12月31日），人口密度24人/平方公里。